# Batallón Curicó

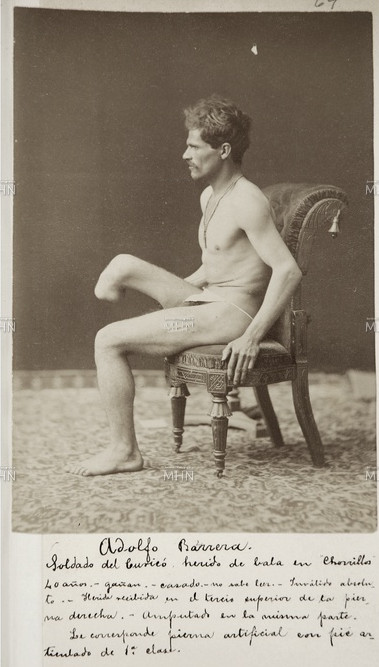
Soldado Adolfo Barrera del "Curicó", herido en la Batalla de Chorrillos.

El Batallón Cívico Movilizado Curicó fue creado en Curicó el 1 de diciembre de 1879. Sus primeros jefes fueron José Joaquín Cortés, quien era teniente coronel del ejército, y José Olano Arismendi, quien ejercía como sargento mayor, ambos oficiales pertenecían al Cuartel General y fueron destinados a Curicó con el fin de instruir y guiar al nuevo batallón.
Salió con destino a San Bernardo el 14 de abril de 1880 y la bendición del estandarte de guerra del batallón fue el 21 de mayo de 1880.
En el mes de octubre de 1880, se ordenó al Batallón marchar al norte al distrito de Calana ("Kaala hana", que significa en Aymara, recinto con abrigo de piedras), al interior de Tacna. 
El 15 de diciembre de 1880 salió de Arica junto a varios otros batallones y una gran parte del Ejército para comenzar la Campaña de Lima con el desembarco en la Caleta de Curayaco el 23 de diciembre. El batallón contaba con 850 soldados y 38 oficiales y jefes.
Lista de oficiales y jefes en la llegada a la caleta Curayaco:
- Jefes Principales: Primer Jefe, el teniente coronel don Joaquín Cortés. Segundo jefe, don José Olano Arismendi.
- Sargento mayores: don Rubén Guevara Silva.
- Capitanes: Anselmo Blanlot Holley, Marco A. Mujica, José María Barahona, David Polloni, Nicolás Mujica, César Muñoz Font, Daniel Tristán López, Manuel María Torres.
- Capitanes ayudantes: don Francisco Merino y don Nicanor Molinare.
- Tenientes: Santiago Márquez Labra, José Nicanor Mujica, Fidel Leyton, Casimiro Hinostroza, Miguel Luis Semir, Timoteo Cabezas, Darío Botarro, David León Subtenientes: Miguel Luis Márquez, Justo Pastor Garrigó, José Manuel Sepúlveda, Germán Larraín, Manuel Torres, Daniel Salas Errázuriz, Ernesto Salinas, Justiniano Polloni, José Agustín Bravo Encalada. Sargentos: Pedro León Labbé, Luis Cruz, Froilán Rojas, Pedro A. Soto, Eugenio Barra, los hermanos Carrascos, Luis Molina, Félix Montero Arriagada, Benigno Fuentes.

El batallón fue asignado a la segunda Brigada, a cargo de Orizombo Barboza, de la II División de Ejército, que compartió con el Regimiento Lautaro y el Regimiento Valdivia. 
El Batallón combatió en:
- Combate del Manzano, 27 de diciembre de 1880.
- Batalla de Chorrillos, 13 de enero de 1881
- Batalla de Miraflores, 15 de enero de 1881
- Toma de Arequipa

En enero siguiente el batallón se encontraba listo para entrar en combate, pero el día anterior a la batalla de Chorrillos el cuartel general designó que sólo algunas compañías participarían activamente en la batalla, mientras otros dos se ubicarían en la retaguardia resguardando el valle de Lurín, entonces, el comandante Joaquín Cortés designó que compañías combatirían y cuáles no.
Luis Cruz Martínez en una carta que escribe a su madre, narra la participación del Batallón Curicó en la batalla de San Juan y Chorrillos: El Curicó peleó en toda regla, pocos son los cuerpos que pelearon de esa manera, todo el regimiento desplegado en guerrillas, en columnas por compañías. Los curicanos avanzábamos ligeritos y luego se encontraron en la cima del cerro, donde cayó herido el Coronel Cortés
Tras la  ocupación de Lima, el Batallón fue enviado a desarticular las montoneras que se encontraban combatiendo en la sierra peruana.
Después de la Campaña de la Sierra, el Gobierno decidió licenciar algunos Cuerpos del Ejército, entre ellos estaba el "Curicó" que regresó a Chile en el transporte Amazonas el 27 de junio de 1884.
Por Nicanor Molinare se sabe que hubo por lo menos una cantinera en el batallón:
“Hubo una, la Candelaria, mujer del Sargento Benjamín Pacheco, del Curicó, que en la marcha de Curayaco a Lurín dió a luz a su hijo, sin más lecho que la arenosa playa cubierta por una bandera chilena”5